# 贝城盐矿

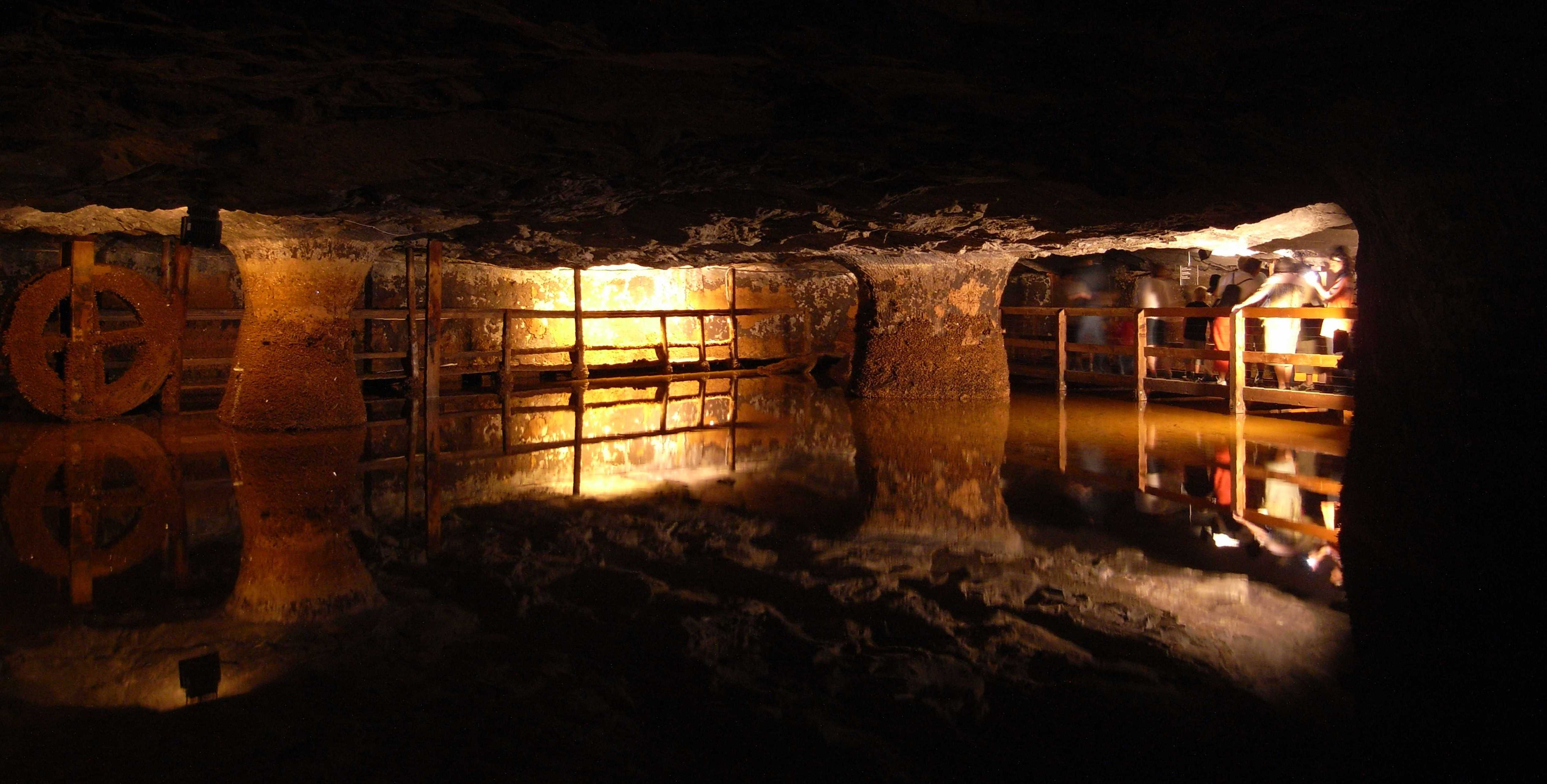
盐矿内景

贝城盐矿，又译“贝克斯盐矿”（法語：Saline de Bex）是瑞士唯一一座对外开放的矿山。位于瑞士西部法语区沃州的贝城。
约两亿年前，这一地区曾经是海洋，故而沉积了大量的盐分。形成阿尔卑斯山的造山运动使当地抬升，逐渐远离大海。400多年前，人们开始在该地挖矿开采食盐，持续至今。现在，贝城盐矿已经列入瑞士国家重要文化财产名录中，并开放参观游览。游客可以游览长约4公里的巨大地下迷宫，还有小型矿山火车直达矿山中心。